# Štěpán Popovič
Štěpán Popovič (28. prosince 1945 Ústí nad Labem – 13. června 2019) byl český manažer, dlouholetý ředitel sklářského koncernu.

## Život
Narodil se v Ústí nad Labem 25. prosince 1945. Vystudoval Vysokou školu strojní a textilní v Liberci, zaměření na sklářské technologie. Krátce pracoval jako strojník a poté jako technolog ve sklárně. Na přelomu 70. a 80. let řídil závod Lesní brána v Dubí, který se zabýval produkcí skleněných vláken a následně procházel ředitelskými posty firem Sklotas, Sklo Union a Obas.
Od roku 1978 byl řadovým členem KSČ, výslovně se ohradil proti tvrzení, že byl jejím funkcionářem.

### Generální ředitel teplických skláren
V roce 1989 se stal teplickém Sklo Unionu generálním ředitelem a řídil jeho privatizaci do rukou společnosti Glaverbel. Provedl ji vyčleněním prosperujících provozů na výrobu plochého skla a skleněných cihel do společností Sklotas a Vitrablok, které se později sloučily do akciové společnosti Glavunion. Glaverbel získal její akcie. Nadále stál v čele české divize Glaverbelu a kromě toho se podílel i na obdobném způsobu získání jeho ruské větve.
V roce 1990 rozhodl o tom, že Sklo Union poskytne čtyřicetimilionovou půjčku investiční společnosti PPF, kterou kvůli účasti v nadcházející kupónové privatizaci založili podnikatelé Petr Kellner a Milan Vinkler. Za to pak byl sám členem představenstva PPF. Samotný Sklo Union byl privatizován kupónovou metodou a postupně ho ovládl ve svém Harvardském průmyslovém holdingu Viktor Kožený.
Od roku 2001 byl Štěpán Popovič výkonným ředitelem Glaverbel Group pro střední a východní Evropu.
Z postu generálního ředitele teplických skláren společnosti odešel v roce 2009, kdy se společnost jmenovala AGC Flat Glass Czech.

### Další aktivity
V letech 1990 stál u založení Svazu průmyslu a dopravy České republiky a v letech 1993 až 2000 byl jeho předsedou. Je jeho čestným členem.
Byl předsedou dozorčí rady Lázní Teplice. Protože teplický sklářský podnik vlastnil FK Teplice, stál jako předseda představenstva i v čele tohoto fotbalového klubu. V roce 2005 se o něm uvažovalo i jako o možném kandidátu na předsedu Českomoravského fotbalového svazu.
V roce 2009 vyšla v nakladatelství Grada jeho technologická monografie Výroba a zpracování plochého skla, psaná původně pro habilitační účely.

### Rodina
S manželkou Ivou měl dvě děti, syna Radka a dceru Andreu. Radek Popovič se v roce 2011 stal generálním ředitelem Lázní Teplice Ten si poté vzal za ženu Lucii Popovičovou, která se věnuje pěstování vína. . 

## Ocenění
Dostal řadu resortních a podnikatelských ocenění, mj. dvakrát titulem manažer roku (1993 a 1997). Za financování oprav nemocnic a škol v Bosně byl jmenován rytířem českého pravoslavného Řádu sv. Konstantina. V roce 2015 byl Svazem průmyslu a dopravy ČR uveden do Galerie osobností průmyslu.
28. října 2016 ho prezident Miloš Zeman vyznamenal Medailí Za zásluhy.